# Bruce Nauman

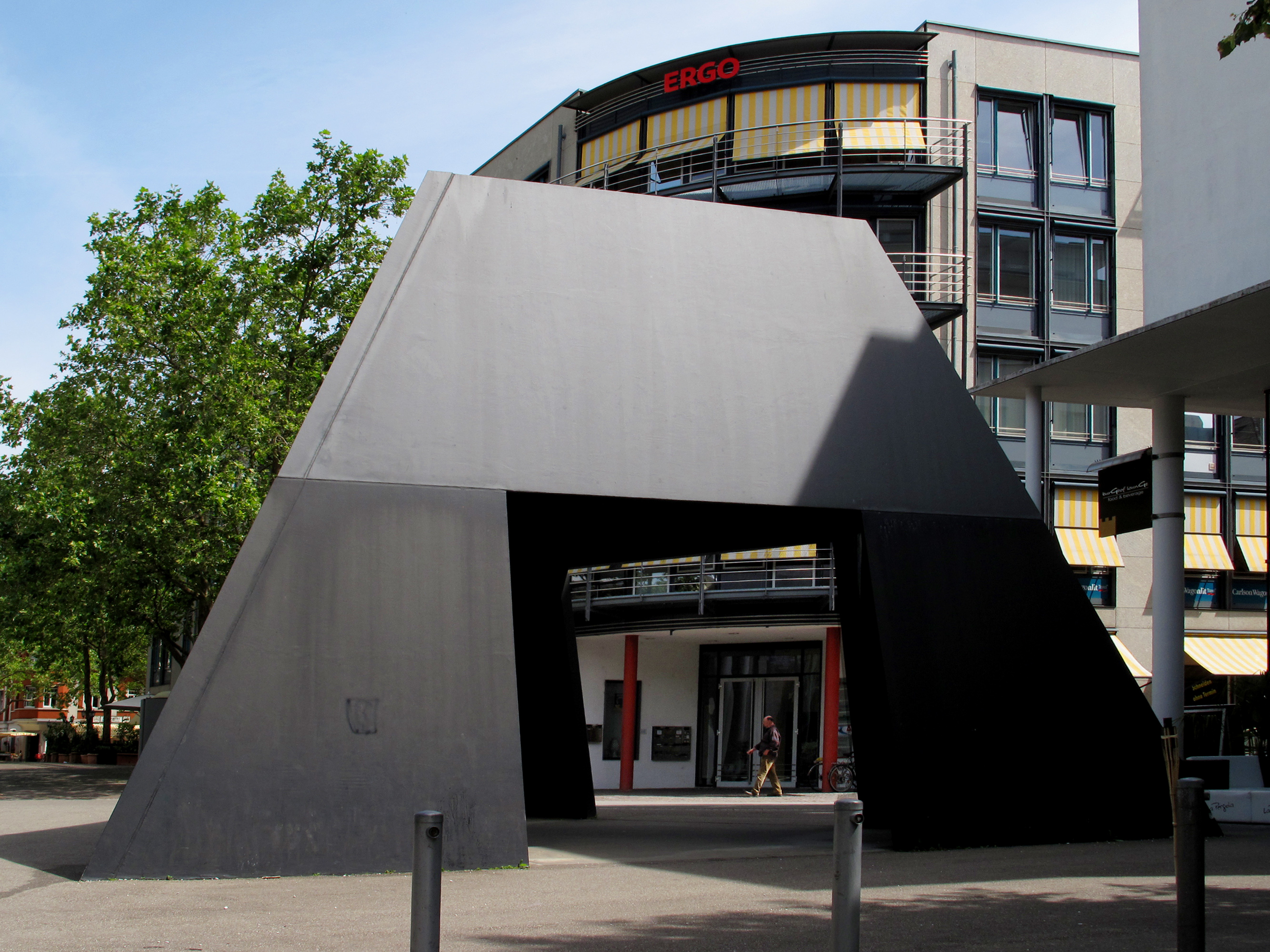
“Truncated Pyramid Room” en Lörrach, Alemania

Bruce Nauman (Fort Wayne, Indiana, Estados Unidos, 6 de diciembre de 1941) es artista multimedia estadounidense, cuyas esculturas, vídeos, obra gráfica y performances han ayudado a diversificar y extender la cultura a partir de la década de 1960. Sus inquietantes obras de arte hacen hincapié en la naturaleza conceptual del arte y del proceso de creación. Su prioridad es la idea y  proceso creativo sobre el resultado final, su arte recurre a la utilización de una increíble variedad de materiales, y en especial a su propio cuerpo. Uno de los más innovadores y provocadores artistas contemporáneos estadounidenses.

## Vida
En 1960 ingresó en la Universidad de Wisconsin en Madison, donde estudió matemáticas, física y arte, y leyó las obras del filósofo austriaco Ludwig Wittgenstein, cuyos escritos sobre la importancia del lenguaje en la formación de la percepción ejercerían en él una profunda influencia. Ya desde sus años de estudiante era ambicioso y muy activo, y colaboró en películas, realizó performances y publicó un libro antes de acabar su doctorado en 1966. Poco después se trasladó a San Francisco. Las primeras exposiciones de su obra tuvieron lugar en California y su fama se extendió rápidamente hacia la costa atlántica del país y Europa.
Dejó de pintar en 1965 y comenzó a hacer objetos, performances y películas. A partir de 1968 su trabajo ha consistido principalmente en la realización de performances, por ejemplo, películas como Bouncing, dos bolas entre el suelo y el techo con ritmos cambiantes, o pasillos e instalaciones que implican un grado de participación del espectador y los efectos de paralaje, la separación de audio-táctil, desorientación, etc. En 1972, cuando tenía poco más de 30 años, inauguró una retrospectiva de su obra, Bruce Nauman: Obra de 1965 a 1972, que se expuso en varios museos de Estados Unidos y Europa.

### Obras destacadas
Human/Need/Desire (1983), LED

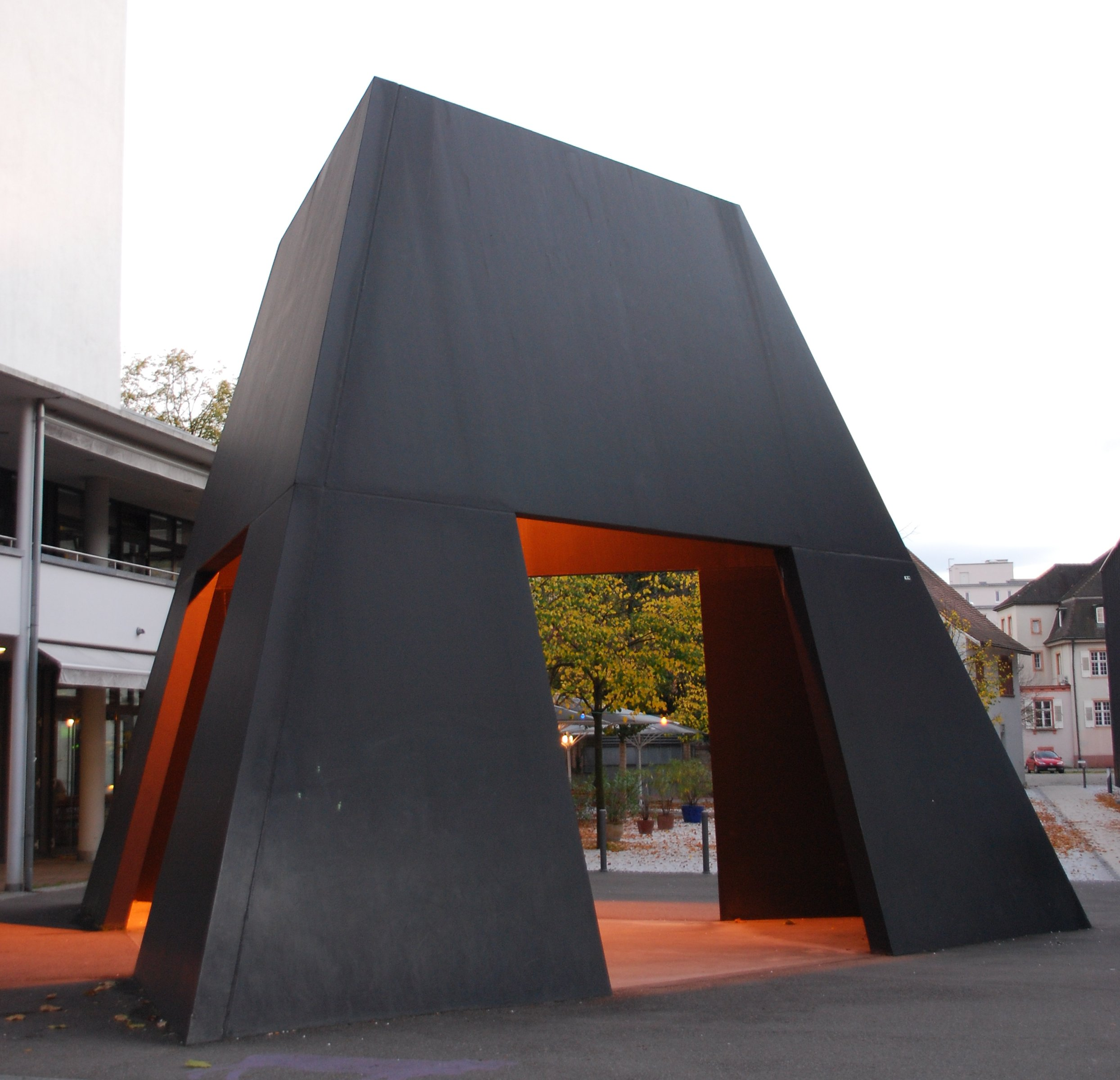

One Hundred Live and Die, (1984) LED
Animal Pyramid (1989) Escultura de espuma de poliuretano, hierro, madera y alambre
Please/Pay/Attention/Please (1973) Collage
Clown Torture (1987) Video
Vices and Virtues (1988) LED
Wall-Floor Positions (1969) Video
Fox wheel (1990) Escultura Aluminio

## Exposiciones
En 1966, Nicholas Wilder Gallery, Los Ángeles, donde se celebró la primera exposición individual de esculturas de fibra de vidrio de Nauman justo antes de que el artista recibiera su título de maestría.
En 1968, la Galería Leo Castelli, Nueva York, y la Galerie Konrad Fischer, Düsseldorf, iniciaron una larga serie de exposiciones individuales en la cual aparecía Bruce Nauman. 
Ya en 1972, el Museo de Arte del Condado de Los Ángeles y Marcia Tucker en el Museo Whitney de Arte Estadounidense, Nueva York, organizaron la primera exposición individual de la obra de Bruce Nauman, gracias a ella, el artista viajó por Europa y Estados Unidos.
En 1981se celebró una gran retrospectiva en el Museo Kröller-Müller, Otterlo, y la Kunsthalle de Baden-Baden en la que aparecía la obra del artista.
La reprospectiva Nauman fue organizada por el Centro de Arte Walker, Minneapolis, y viajó a muchos lugares de toda América y Europa 1993 hasta 1995.
En 1997, el Kunstmuseum Wolfsburg montó otra gran retrospectiva, que recorrió el Centro Georges Pompidou de París, Hayward Gallery de Londres y el Museo Nykytaiteen en Helsinki.
Para la Bienal de Venecia en 2009, el Museo de Arte de Filadelfia exhibió 33 obras de Nauman. La exhibición de América se mostró en el Pabellón de los Estados Unidos y se llevó a espacios fuera de la Bienal, en la Ca 'Foscari y la Universidad IUAV de Venecia en Tolentini.
Nauman ha tenido importantes exposiciones individuales en Dia Art Foundation (2002), Deutsche Guggenheim, Tate Modern (2004), Scottsdale Museum of Contemporary Art (2005), Tate Liverpool (2006), Milwaukee Art Museum (2006), Museo de Arte de Berkeley y Archivo del Pacífico Film (2007) y Hamburger Bahnhof (2010).